# ال تولی (آریزونا)
ال تولی (به انگلیسی: El Tule) یک منطقهٔ مسکونی در ایالات متحده آمریکا است که در آریزونا واقع شده‌است. ال تولی ۱٬۸۰۷ متر بالاتر از سطح دریا واقع شده‌است.